# Szczyl
Szczyl, właśc. Tymoteusz Rożynek (ur. 9 marca 2000 w Katowicach) – polski raper, piosenkarz i autor tekstów.

## Życiorys

### Wczesne lata
Urodził się w Katowicach. W wieku pięciu lat przeprowadził się wraz z rodziną do Gdyni. Sam raper Gdynię, Gdańsk i Sopot nazywa „Polską Florydą”.

### Kariera
Przed swoim oficjalnym debiutem publikował na platformie Soundcloud pod pseudonimem ForMyLovelyPuppy oraz tworzył razem z Darłówkowe Bejbis.
W 2020 debiutował piosenką pt. „Druga dekada”, dzięki której podpisał kontrakt z wytwórnią SBM i rozpoczął nagrywanie w ramach przedsięwzięcia SBM Starter. Zaprezentował się utworem „Banda” oraz duetem z Fukajem, „Kaptur/Wczoraj”, a także „Toast Toast” z Agatą Mierzwą. Po wygranej ex aequo z Fukajem akcji ostatecznie wycofał się od dołączenia do wytwórni.
W 2021 podpisał kontrakt z Sony Music Entertainment Poland. 13 maja tego samego roku miał premierę pierwszy singiel z albumu „Polska Floryda”, „Anastazja” z raperem Tymkiem. Kolejnym singlem był „Hiphopkryta”, do którego muzykę stworzył Magiera. Trzecim singlem był „Byłaś ze mną wczoraj”, który miał premierę w lipcu 2021. Czwartym singlem były „Wielkie miasta”. Album miał premierę 15 października 2021 roku. Raper ogłosił trasę koncertową, jednak z powodu choroby płuc trzeba było przesunąć daty koncertów.
W 2022 roku wydał z DJ Blikiem utwór "Powiększenie". W tym samym roku wydał z Magierą EPkę "8171". Album był promowany singlami "Chainz", "Jaraj" i "To do wszystkich tych, którzy czuli się źle dziś". W 2023 raper zdobył za album Nagrodę Fryderyk w kategorii Album roku hip hop.

## Nagrody
W 2022 roku został nominowany do nagrody „Fryderyk” w kategoriach: album roku hip-hop, fonograficzny debiut roku oraz artysta roku. W grudniu tego samego roku został laureatem Nagrody Artystycznej Miasta Torunia im. Grzegorza Ciechowskiego. Rok później wygrał Fryderyka w kategorii Album roku hip-hop za płytę 8171, nagraną z Magierą.

## Dyskografia

### Albumy studyjne
| Rok                        | Tytuł | Najwyższe pozycje na listach przebojów | Najwyższe pozycje na listach przebojów | Certyfikat              | Liczba sprzedanych egzemplarzy |
| Rok                        | Tytuł | POL                                    | OLiS win.                              | Certyfikat              | Liczba sprzedanych egzemplarzy |
| -------------------------- | --- | -------------------------------------- | -------------------------------------- | ----------------------- | ------------------------------ |
| 2021                       | Polska Floryda - Data: 15 października 2021 - Wydawca: Sony Music Entertainment Poland - Format: CD, Winyl, digital download    | 2                                      | 3                                      | - ZPAV: platynowa płyta | - POL: 30 000+                 |
| 2022                       | 8171 (produkcja Magiera) - Data: 28 października 2022 - Wydawca: Sony Music Entertainment Poland - Format: CD, digital download | 5                                      | –                                      |                         |                                |
| „–” album nie był notowany | |                                        |                                        |                         |                                |

### Single
| Rok  | Tytuł                        | Certyfikat              | Album          |
| ---- | ---------------------------- | ----------------------- | -------------- |
| 2020 | „Banda”                      | - ZPAV: platynowa płyta |                |
| 2021 | „Anastazja” (gośc. Tymek)    |                         | Polska Floryda |
| 2021 | „Hiphopkryta”                | - ZPAV: złota płyta     | Polska Floryda |
| 2021 | „Byłaś ze mną wczoraj”       | - ZPAV: złota płyta     | Polska Floryda |
| 2021 | „Fenomenalny” (gośc. Pezet)  | - ZPAV: złota płyta     | Polska Floryda |
| 2021 | „Wielkie miasta”             |                         | Polska Floryda |
| 2021 | „Cień” (gośc. Piotr Rogucki) | - ZPAV: platynowa płyta | Polska Floryda |